# 박성민 (배우)
박성민(朴星珉, 1971년 4월 1일 ~ )은 대한민국의 남자 배우이다.
서울예술대학 영화과를 졸업하였고, 1995년 SBS 공채 탤런트 5기로 데뷔했다.

## 출연작

### 영화
- 2003년 《지구를 지켜라》- 아담 역
- 2004년 《바람의 파이터》- 료마 역
- 2006년 《홀리데이》- 프락치 역
- 2008년 《무방비도시》- 테라지마 스스무 역
- 2009년 《7급 공무원》- 삼성맨 역
- 2011년 《기생령》- 장환 역

### 드라마
- 1995년 SBS 《그대 목소리》-이준 역
- 1996년 SBS 《임꺽정》-인종 역
- 1997년 SBS 《미아리 일번지》-경민 역
- 1998년 SBS 《포옹》-성필 역
- 2006년 SBS 《연개소문》- 조의대장 용수 역
- 2007년 MBC 《태왕사신기》- 화천회 행동대장 사량 역
- 2009년 MBC 《2009 외인구단》- 마동탁 역
- 2010년 SBS 《웃어요, 엄마》- 구현세 역
- 2013년 SBS 《열애》- 최변호사 역
- 2014년 tvN 《삼총사》- 노수 역

### 창작극
- 2002년《수릉》

### 무용 공연
- 2005년《돌의 거울》

### 뮤지컬
- 1996년《별아이》